# スガバラ
スガバラ（モンゴル語: Sügebala）は、イキレス部出身の女性で、モンゴル帝国第9代皇帝ゲゲーン・カアン（英宗シデバラ）の妃の一人。『元史』などの漢文史料では速哥八剌（sùgēbālà）皇后と記される。

## 概要
『元史』によると、スガバラはオルジェイトゥ・カアン（成宗テムル）の娘の昌国公主イリク・カヤとイキレス部当主アシクとの間に生まれた。アシクの遠祖はチンギス・カンに仕えた建国の功臣ブトゥ・キュレゲンで、ブトゥの家系は代々チンギス・カン家と姻戚関係を結んできた一族であった。
シデバラがゲゲーン・カアン（英宗）として即位した翌年の至治元年（1321年）12月、スガバラは皇后とされた。しかし、シデバラはテムデルの一党を弾圧する過程で多くの不満分子を生み、結果として至治3年（1323年）の南坡の変により暗殺されてしまい、スガバラも皇后の地位を失った。シデバラの後に即位したイェスン・テムルの治世の泰定4年（1327年）6月にスガバラは亡くなり、荘静懿聖皇后と諡された。
なお、ゲゲーン・カアンを南坡の変で暗殺したテクシには「妹が君主（英宗ゲゲーン・カアン）の妃となった」という記録があるため、テクシとスガバラが兄弟ではないかとする説もある。